# 20055 Maríaespínola
20055 Maríaespínola è un asteroide della fascia principale. Scoperto nel 1993, presenta un'orbita caratterizzata da un semiasse maggiore pari a 2,710249 UA e da un'eccentricità di 0,085548, inclinata di 2,328515° rispetto all'eclittica.
Fa parte della famiglia di asteroidi Henan.
María Espínola Espínola è stata un'insegnante e supervisore uruguaiana che fondò la prima scuola di studi tecnici nella città di San José de Mayo.